# Сінжень
Сінжень (кит. спр. 兴仁市, піньїнь: Xīngrén Shì) — місто-повіт в південнокитайській провінції Гуйчжоу, Цяньсінань-Буї-Мяоська автономна префектура.

## Географія
Сінжень розташовується на сході Юньнань-Гуйчжоуського плато — висота понад 1000 метрів над рівнем моря нівелює спекотний клімат низьких широт.

### Клімат
Місто знаходиться у зоні, котра характеризується океанічним кліматом субтропічних нагір'їв. Найтепліший місяць — липень із середньою температурою 22.8 °C (73 °F). Найхолодніший місяць — січень, із середньою температурою 6.7 °С (44 °F).
| Клімат Сінженя          | Клімат Сінженя | Клімат Сінженя | Клімат Сінженя | Клімат Сінженя | Клімат Сінженя | Клімат Сінженя | Клімат Сінженя | Клімат Сінженя | Клімат Сінженя | Клімат Сінженя | Клімат Сінженя | Клімат Сінженя | Клімат Сінженя |
| Показник                | Січ.           | Лют.           | Бер.           | Квіт.          | Трав.          | Черв.          | Лип.           | Серп.          | Вер.           | Жовт.          | Лист.          | Груд.          | Рік            |
| Абсолютний максимум, °C | 26             | 26             | 31             | 32             | 33             | 32             | 32             | 32             | 31             | 27             | 26             | 37             | 37             |
| Середній максимум, °C   | 11             | 11             | 19             | 23             | 25             | 25             | 26             | 26             | 24             | 20             | 16             | 12             | 20             |
| Середня температура, °C | 6              | 7              | 13             | 17             | 20             | 21             | 22             | 21             | 19             | 16             | 12             | 8              | 15             |
| Середній мінімум, °C    | 2              | 3              | 8              | 12             | 16             | 17             | 18             | 17             | 15             | 12             | 8              | 5              | 11             |
| Абсолютний мінімум, °C  | −5             | −3             | −2             | 2              | 7              | 11             | 15             | 12             | 8              | 3              | 0              | −2             | −5             |
| Норма опадів, мм        | 10             | 20             | 50             | 70             | 140            | 260            | 250            | 180            | 150            | 100            | 30             | 20             | 1330           |
| Днів з дощем            | 9              | 10             | 10             | 13             | 15             | 16             | 18             | 16             | 12             | 12             | 7              | 9              | 150            |
| Вологість повітря, %    | 77             | 79             | 71             | 69             | 73             | 79             | 82             | 82             | 80             | 83             | 81             | 81             | 78             |
| ----------------------- | -------------- | -------------- | -------------- | -------------- | -------------- | -------------- | -------------- | -------------- | -------------- | -------------- | -------------- | -------------- | -------------- |
| Джерело: Weatherbase    |                |                |                |                |                |                |                |                |                |                |                |                |                |